# Cristián Riquelme
Pour les articles homonymes, voir Riquelme.
Cristián Riquelme, né le 14 octobre 2003 à Valparaíso au Chili, est un footballeur chilien. Il joue au poste d'arrière gauche à Colo-Colo.

## Biographie

### En club
Né à Valparaíso au Chili, Cristián Riquelme grandit dans la ville de Casablanca située dans la province de Valparaíso. Il commence à jouer au football avec le club local de Casablanca et est repéré par le CD Everton lors d'un match entre les deux équipes. Il rejoint alors à treize ans le CD Everton où il effectue toute sa formation. 
C'est avec ce club qu'il débute en professionnel, jouant son premier match le 14 novembre 2021, lors d'une rencontre de championnat contre le Unión La Calera. Il est titularisé lors de cette rencontre qui se solde par la défaite de son équipe (1-2 score final).
C'est également contre le Unión La Calera qu'il inscrit son premier but en professionnel, le 28 janvier 2023, lors d'une rencontre de championnat. Entré en jeu après la mi-temps, il marque dans le temps additionnel mais ne peut empêcher la défaite de son équipe par trois buts à deux,.
Le 31 juillet 2024, Cristián Riquelme rejoint le club le plus titré du pays, Colo-Colo. Il est notamment en concurrence avec Erick Wiemberg (en) et Daniel Gutiérrez pour le poste d'arrière gauche.

### En sélection
Cristián Riquelme représente l'équipe du Chili des moins de 17 ans, avec laquelle il participe au Championnat de la CONMEBOL des moins de 17 ans en 2019. Lors de cette compétition organisée au Pérou il est l'arrière gauche titulaire et joue l'intégralité des neuf rencontres de son équipe, qui termine deuxième de la compétition.
Avec cette même sélection il participe ensuite à la Coupe du monde des moins de 17 ans en 2019. Il est de nouveau titulaire et joue les quatre matchs de son équipe, qui est éliminée par le pays hôte, le Brésil en huitièmes de finale (3-2 score final).